# Markus Sailer
Markus „Toni“ Sailer (* 26. April 1968 in Backnang) ist ein ehemaliger deutscher Fußballspieler und jetziger Trainer. Aktuell ist Sailer Übungsleiter des Kreisliga-B-Ligisten TSV Lippoldsweiler.

## Karriere als Spieler
Bis 1988 spielte er für den SV Unterweissach, danach drei Jahre lang in der Verbandsliga für die TSG Backnang. 1991 wechselte er in die zweite Bundesliga (Staffel Nord) zum FC St. Pauli, entdeckt hatte ihn Herbert Liedtke, der damalige Hamburger Manager. Beim FC St. Pauli machte er schnell als torgefährlicher Stürmer, der zunächst meist als Einwechselspieler zum Einsatz kam, auf sich aufmerksam. In 32 Spielen erzielte er 15 Tore. Im darauffolgenden Jahr spielte er für den Ligakonkurrenten MSV Duisburg. In dieser Saison spielte er 30 Mal und schoss fünf Tore. Danach ging er wieder zurück zu St. Pauli. Er konnte dort aber nicht mehr an seine Leistung aus der ersten Saison anknüpfen. Er wurde zum Einwechselspieler und erzielte in 18 Spielen nur einen Treffer.
1994 wechselte er zu den Stuttgarter Kickers in die Regionalliga. Hier blühte er wieder auf, schoss 21 Tore und wurde zum Publikumsliebling. An diese Marke kam er weder im Folgejahr in der Regionalliga noch in den drei Spielzeiten nach dem Aufstieg heran. Für die Schwaben traf der Angreifer in 98 Zweitliga-Spielen ganze 18 Mal. Im Jahr 2000 wurde er von Trainer Michael Feichtenbeiner aussortiert.
Im Anschluss an seine Profilaufbahn spielte er vier Jahre in der Oberliga (Baden-Württemberg bzw. Niedersachsen/Bremen) für den SV Sandhausen, den BV Cloppenburg und den VfB Oldenburg. Nach einem vereinslosen Jahr ging er zurück zu seinem Stammklub, dem baden-württembergischen Kreisligisten SV Unterweissach. 2007 beendete er seine Laufbahn.

## Karriere als Trainer
Ab Saisonbeginn 2010 bis Anfang April 2011 war er Trainer des Kreisligisten SV Spiegelberg.
Von Dezember 2011 bis Juni 2013 war er Trainer der U19 des SV Unterweissach. Anschließend trainierte Sailer bis 2017 die Damenmannschaft des FC Alfdorf.
Ende Mai 2023 wurde bekannt, dass es dem Kreisliga-B-Ligisten TSV Lippoldsweiler gelungen ist, Markus Sailer als Trainer zu verpflichten.

## Sonstiges
Bis 2012 bewirtschaftete Sailer das Vereinslokal des SV Unterweissach. Neben seiner Tätigkeit als Trainer ist Sailer in der IT-Branche als Monteur tätig. Sailer ist im Besitz des Trainerscheins (A-Lizenz).